# Хитац навише
Хитац навише је кретање тела баченог неком почетном брзином вертикално навише са неке висине или са Земљине површине. То је кретање из два дела - у првом делу тело се креће равномерно убрзано, а у другом делу тело слободно пада. Пример оваквог кретања је судијско подбацивање лопте на кошаркашкој утакмици.

## Закони кретања
Током првог дела кретања, кретања навише, интензитет брзине равномерно опада, а успорење тела је по интензитету једнако убрзању силе Земљине теже g. Брзина се смањује зато што сила Земљине теже делује у супротном смеру од смера почетне брзине тела.

Брзина тела v код хица навише се, током кретања нагоре, мења на следећи начин: 
где је v0 - почетна брзина која је телу дата при избачају.

Ако са h означимо висину коју је тело достигло у неком тренутку t: 
Максималну висину коју тело достигне, можемо израчунати из обрасца:
где је tmax време за које тело достигне максималну висину.
Брзина тела и висина коју је тело достигло, у првом делу кретања, повезане су следећим обрасцем:
Пошто се брзина тела које је бачено навише смањује, оно ће се зауставити после времена
које се зове време пењања. Од тог тренутка, тело почиње да пада слободно, с висине hmax коју је достигло у том тренутку. Тело се у овом делу кретања креће равномерно убрзано, а убрзање је једнако убрзању силе Земљине теже g.